# Équipe de Croatie de Coupe Davis
L'équipe de Croatie de Coupe Davis représente la Croatie à la Coupe Davis. Elle est placée sous l'égide de la Fédération croate de tennis.

## Historique
Créée en 1993 après l'éclatement de la Yougoslavie, l'équipe de Croatie de Coupe Davis compte deux titres obtenus en 2005 et 2018.

## Joueurs de l'équipe
Les chiffres indiquent le nombre de matchs joués
- Goran Ivanišević - 63
- Ivan Ljubičić - 55
- Marin Čilić - 49
- Ivan Dodig - 42
- Mario Ančić - 34
- Goran Prpić - 28
- Ivo Karlović - 27
- Saša Hiršzon - 23
- Lovro Zovko - 15
- Borna Ćorić - 11
- Roko Karanušić - 8
- Franko Škugor - 7
- Mate Delić - 5
- Marin Draganja - 5
- Nikola Mektić - 4
- Željko Krajan - 3
- Mate Pavić - 3
- Antonio Veić - 3
- Goran Orešič - 2
- Igor Šarić - 2
- Saša Tuksar - 2
- Ivan Beros - 1
- Ivan Cerović - 1
- Viktor Galović - 1
- Ante Pavić - 1
- Ivan Vajda - 1

### Joueurs croates de l'équipe de Yougoslavie
- Boro Jovanović - 65
- Branko Horvat
- Bruno Orešar - 14
- Dragutin Mitić - 70
- Franjo Kukuljević - 23
- Franjo Punčec - 62
- Franjo Šefer
- Igor Flego
- Josip Palada - 54
- Josip Saric
- Kamilo Keretic
- Krešimir Friedrich
- Ladislav Jagec
- Marko Ostoja - 27
- Milan Branović
- Nikola Pilić - 62
- Srdjan Jelić
- Vladimir Petrović
- Vladimir Presečki
- Zlatko Ivancic
- Željko Franulović - 58